# Imamíes

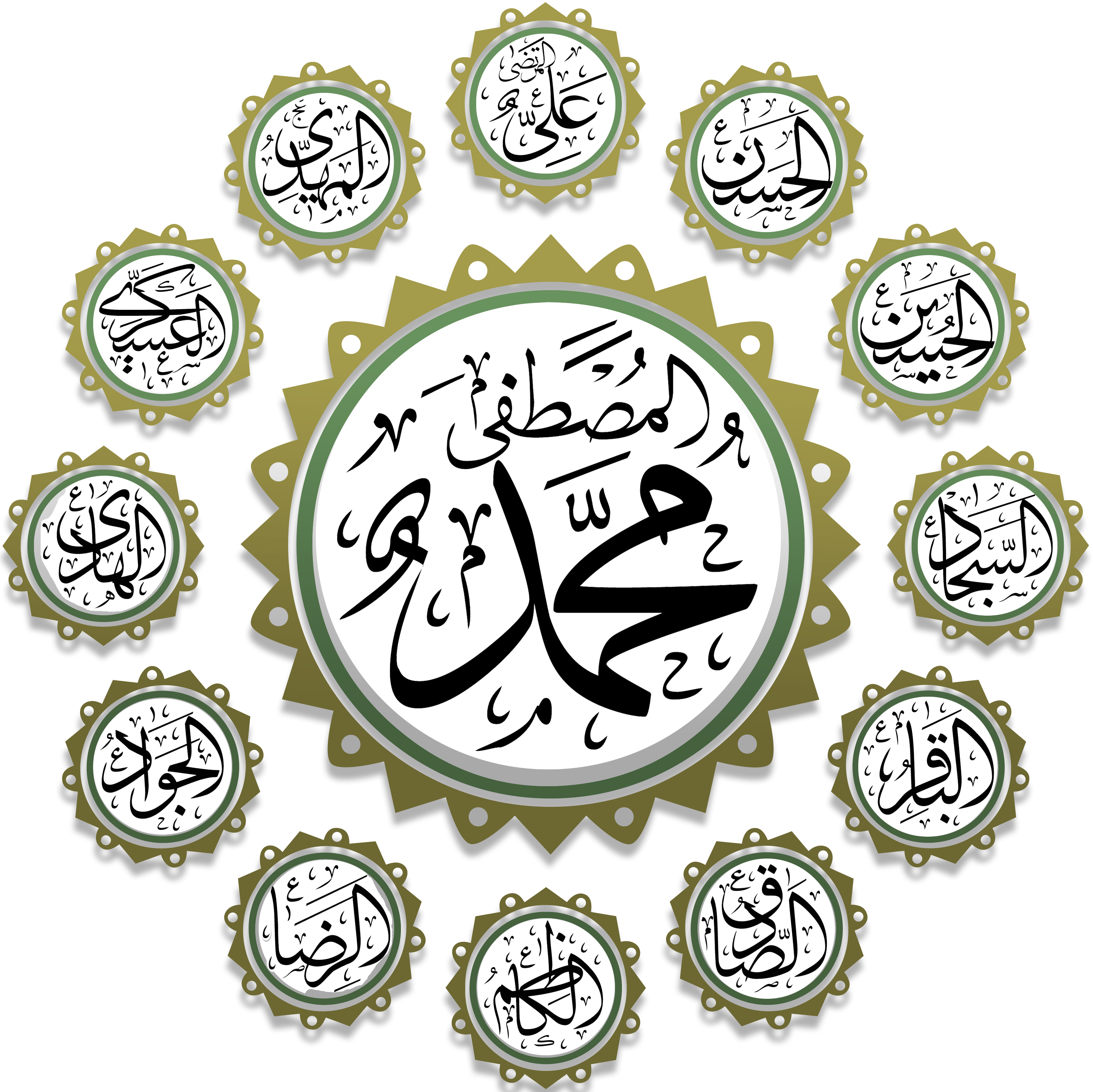
Representación caligráfica de los Doce Imames junto con el nombre del profeta Mahoma.

El chiismo duodecimano (en árabe: اثنا عشرية‎, romanizado: Iṯnā ‘ašariyya) o chiismo imamí (en árabe: إِمَامِيَّة‎) constituye la mayor rama del islam chií (aproximadamente 85% de todos los chiitas). La denominación duodecimano se origina en las creencias definitorias de la corriente en doce guías sucesorios, miembros o descendientes de la ahl al-bayt (la familia inmediata del profeta Mahoma, en el linaje de Fátima y su esposo Alí), de designación divina, conocidos como los doce imanes; y en que el duodécimo de estos, del que se cree que desapareció y está oculto desde el año 874, es el Mahdi (en árabe: المهدي المنتظر‎, romanizado: Imam al-Mahdi) que ha de (re)aparecer como redentor al final de los tiempos. La doctrina del Imam Oculto da una fuerte dimensión esotérica al chiismo. También es característico su apego emocional a la ahl al-bayt que se manifiesta en rituales anuales que conmemoran la muerte en batalla del imán Husáin, nieto de Mahoma. Entre el 80 y el 85 % de los chiíes, según las fuentes, son duodecimanos, por lo que es frecuente que se asimile vulgarmente el conjunto del chiismo al chiismo duodecimano. 
Los duodecimanos creen que los Doce imanes son los sucesores espirituales y políticos legítimos del profeta islámico Mahoma. De acuerdo con la teología duodecimana, los Doce imanes son personas ejemplares que no solo gobiernan sobre la comunidad musulmana (umma) con justicia, sino que también pueden preservar e interpretar la ley islámica (sharīʿa) y el significado esotérico del corán. Las palabras y hechos (sunna) de Mahoma y los imanes son una guía y modelo a seguir para la comunidad musulmana. En consecuencia, Mahoma y los imames deben estar libres de error y pecado, doctrina conocida como ismah o infalibilidad, y debe ser elegidos por decreto divino, o nass, a través de Mahoma.
Globalmente, hay entre 200 y 300 millones de duodecimanos: proporciones mayoritarias o notables de las poblaciones de Irán, Irak, Baréin, y Azerbaiyán,así como la mitad de los musulmanes en el Líbano, y una minoría importante en India, Pakistán, Afganistán, Arabia Saudita, Bangladés, Kuwait, Omán, Emiratos Árabes, Catar, Nigeria, Chad y Tanzania.  También se consideran duodecimanos los alevíes de Turquía, pese a mantener importantes diferencias doctrinales con el chiismo imamí predominante. Irán es el único país en el que el chiismo duodecimano es la religión estatal.
Si bien gran parte de los principios doctrinales de los chiíes son comunes a las distintas ramas chiíes, tales como la creencia en el imanato, duodecimanos, ismailíes y zaydíes se diferencian por creer en una distinta línea sucesoria en el imanato y en un distinto número de imanes legítimos, además de diferir también en la concepción de la categoría religiosa del imán. Los duodecimanos también se diferencian de los ismailíes (o septimanos) en su creencia en el estatus de Mahoma como «Sello de los profetas» (Jatam an-Nabiyyin), en rechazar la posibilidad de abrogación de las leyes de la sharía, y en considerar aspectos tanto esotéricos como exotéricos del corán.Los alevíes en Turquía y Albania, y los alauitas en Siria y Líbano, comparten la creencia en los Doce imanes con los imamíes, pero sus doctrinas teológicas son marcadamente diferentes.

## Historia
Los duodecimanos creen en los descendientes del profeta islámico Mahoma a través de la hija de este, Fátima, y de su primo Alí como fuente superior de conocimiento sobre el Corán y el islam, como los más fidedignos conservadores y realizadores de los dichos y hechos de Mahoma («sunna»), y como las más dignas figuras de ser emuladas.
De modo más particular, los duodecimanos reconocen, frente a la línea sucesoria califal respetada por los sunníes, a la sucesión familiar patrilineal de Mahoma («Ahl al-Bayt»), encabezada por Alí, primo y yerno del profeta y primer hombre en aceptar el islam tras Jadiya, primera esposa de Mahoma. Los duodecimanos creen que Alí fue designado sucesor por orden expresa del propio Mahoma en distintas ocasiones, lo que lo convierte a sus ojos en legítimo comendador de los creyentes musulmanes. Así, además de la consideración general de que goza entre el común de los musulmanes como cuarto sucesor político de Mahoma (los designados por los sunitas como «Califas bien guiados» o «Califas ortodoxos»), Alí es ante todo para los chiístas el primer «Imām» o líder espiritual de legitimidad divina tras el profeta del islam. De acuerdo con la tradición chiita, a pesar de haber sido elegido por Mahoma, a Ali se le impidió repetidamente subir al poder. Ali no disputó la elección de los primeros tres califas, al parecer con el ánimo de evitar una guerra civil. Finalmente Ali obtuvo el califato y gobernó por cinco años, hasta que fue asesinado en el 661 d. C. Tras su muerte, el imamato pasó a sus hijos, Hasan y Husáin sucesivamente. 
Suceso fundamental en el desarrollo histórico del chiismo es la muerte en 680 del tercer imam, Husáin, hijo de Alí, en la batalla de Kerbala, cuando lideraba una sublevación contra el Califato omeya. Husáin, designado frecuentemente entre los chiíes con el título «príncipe de los mártires» (sayyid al-šuhadā, «sayyid de los mártires»), se convierte por ese hecho en símbolo de resistencia ante la tiranía. El martirio de Husáin, a manos del ejército del califa omeya Yazid I, en el día de Ashura durante la segunda fitna, es el evento más decisivo en la historia chiita. Tras la batalla, los miembros de la familia de Husáin (incluyendo su hermana Záynab y su hijo Ali Zayn al-Abidin) fueron capturados y enviados caminando por el desierto hasta Damasco. 
La muerte de Husáin en Kerbala señala el comienzo de la transformación del chiismo de un movimiento político a una tradición religiosa distintiva dentro del islam. Su muerte es vista por los devotos chiitas como un sacrificio que beneficia a los creyentes. A cambio del sufrimiento aceptado voluntariamente por Husáin y los demás mártires de Kerbala, los chiitas creen que Alá les ha otorgado shafaa (el poder de la intercesión), y se cree que tal intercesión se brinda especialmente a quienes ganen savab (mérito religioso) llorando a Husáin durante el mes de Muharram.
Conflictos sobre el liderazgo de la umma y sobre la sucesión entre pretendientes chiitas rivales al imanato dieron origen a doctrinas y conceptos teológicos diferentes que concluyeron en la formación de diferentes ramas distintivas dentro del chiismo. En los siglos que siguieron a la muerte de Husáin empezaron a aparecer gradualmente comunidades distintivamente chiitas, no solo en el sur de Irak, donde ocurrió el martirio de Huséin, sino también en el Líbano, Siria y partes de Asia meridional. Hasta tiempos actuales, varios lugares en India y Pakistán conmemoran la muerte de Huséin con una procesión anual llamada «Caballo de Kerbala», en el que plañideros desfilan con un semental agualdrapado y sin jinete en conmemoración de Zulyenah, el caballo que montaba Husáin en Kerbala. El caballo incita a los fieles a llorar por Huséin, con lo que pueden ganar savab.
Los duodecimanos reconocen a Muhámmad al-Báqir, hijo del cuarto imán, Ali Zayn al-Abidin, como su quinto imán. Al igual que su padre, al-Baqir evitó confrontaciones con el califato omeya reinante. Al-Baqir promulgó la doctrina del nass («designación»): guiado por Alá, cada imán designa a la persona que debe ser su sucesor como líder espiritual de la umma. De esta manera, el imanato no es un asunto de elección humana o de autoafirmación. Tal doctrina se oponía a las actividades de su medio hermano Zayd ibn Ali, quien había atraído el apoyo de militantes impacientes con la pasividad política de al-Baqir. Zayd lideró un levantamiento contra el gobierno omeya reinante en Kufa, donde murió en batalla en el 740. Una actitud igualmente pasiva políticamente a la de al-Baqir fue la de su hijo, Yafar as-Sadiq, a quien los duodecimanos consideran el sexto imán. Yafar propugnaba, como su padre, la doctrina del nass, con lo cual deslegitimizaba las pretensiones de otros de obtener el liderazgo de la comunidad chiita. Según algunos académicos musulmanes, fue Yafar quien desarrolló la doctrina de la taqiyya («disimulación») que permite a los chiitas ocultar su identidad religiosa como seguidores de los imanes en caso de persecución.
Yafar al-Sadiq era célebre también como un estudioso de la ley (razón por la cual la tradición jurídica duodecimana es llamada «tradición yafarí»), y se le atribuye haber definido aún más las calidades requeridas para el imanato en términos de conocimiento de la ley religiosa, de los principios morales de conducta, y de la realidad espiritual, además de las escrituras, según lo cual los imanes entienden tanto el significado externo o literal (zahir) como el interno (batin) del corán.
Un punto de inflexión en la historia del chiismo duodecimano ocurrió con la muerte en 874 de Hasan al-Askari, el undécimo imán. Mientras que escépticos afirmaron que Hasan había muerto sin dejar hijo alguno como su sucesor, los duodecimanos creen que Hasan tuvo de hecho un hijo, llamado Abu al-Qasim Muhammad,cuya existencia era desconocida para sus contemporáneos debido a la ghayba («ocultación»): Para protegerlo de sus perseguidores abasíes, Alá ocultó al joven del mundo en general. El periodo entre 874 y 941 es llamado «ocultación menor», y se cree que durante este el «Imán oculto» brindó guía a su comunidad a través de cuatro colaboradores cercanos de su padre, conocidos como los «Cuatro Diputados», que se reunían con él y transmitían sus directrices al mundo. El periodo desde 941 hasta el presente es conocido como la «Ocultación mayor», y los duodecimanos creen que si bien no hay ya diputados que transmitan sus instrucciones a los fieles, el Duodécimo imán sigue con vida y regresará a la tierra un día como el Mahdi, «el guiado correctamente por Alá», cuando purgará  a la tierra de toda la injusticia que la ha mancillado desde el momento en que se negó a Ali y demás miembros de la ahl al-Bayt el reconocimiento político al que tenían derecho. Por esta razón, el duodécimo imán es llamando al-Muntazar («el esperado»).
La teología duodecimana se desarrolló aún más con el ascenso de la dinastía safávida en Irán, empezando en 1501 bajo el sha Ismaíl I, monarca que estableció el chiismo duodecimano como la religión estatal de Irán. Los safávidas entraron en conflicto frecuentemente con el vecino Imperio otomano, cuyos sultanes sunitas se apropiaron del título de califa. Como resultado de tal competencia política con los otomanos, varios desarrollos teológicos ocurrieron dentro del chiismo duodecimano, que los safávidas veían como una manera de dar a Irán y a las tierras safávidas una identidad distinta y única que les permitiera contrarrestar la amenaza otomana, y eliminar una posible quinta columna dentro de Irán entre sus súbditos suníes, además de la construcción de un territorio que fuera leal al Estado y sus instituciones, permitiendo así a los safávidas consolidar su dominio en todo el territorio iraní. Por ejemplo, el célebre Muhammad Baqir Maylisi (1627-1698) desarrolló la teoría del martirio de Husáin en Kerbala, prometiendo su intercesión en el paraíso a aquellos que honraran a Husáin a través de actos rituales conmemorativos, y promovió la veneración popular de Husáin y los demás imanes, recopilando en su famoso Bihar al-Anwar tradiciones que describían a los doce imanes como masum (libres de pecado, infalibles, y protegidos del error). En la devoción chiita actual, los imanes, junto con el profeta Mahoma y su hija Fátima son conocidos colectivamente como los «catorce infalibles».

## Doctrina

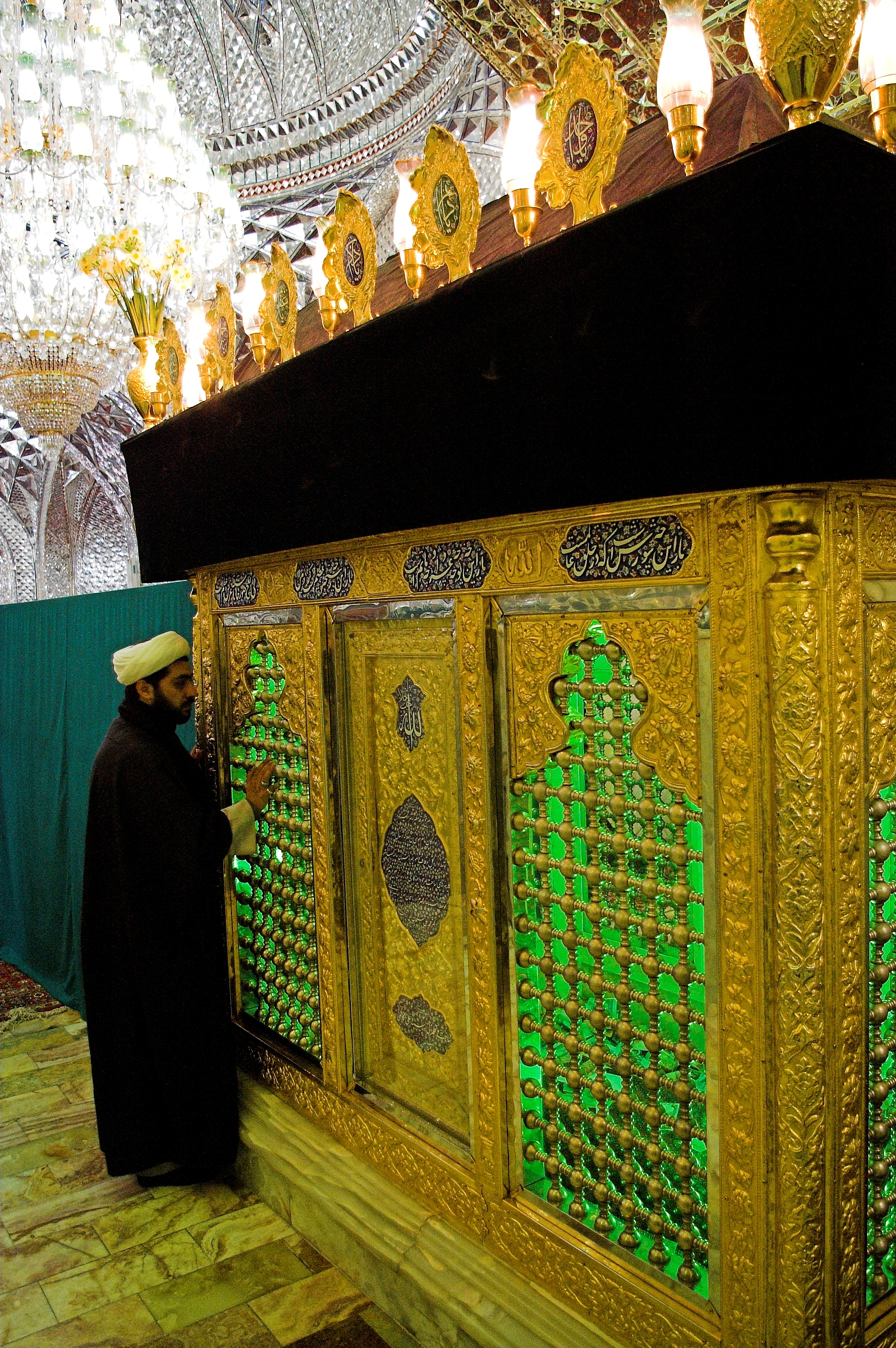
Un mulá frente a una imanzada en Tabriz, ciudad del noroeste de Irán.

### Ley religiosa
La escuela jurídica de derecho islámico (o madhab) seguida hoy día por la mayor parte de los chiíes, inscrita dentro de la corriente general "osulí", es conocida como ya‘farí por influencia de Ya‘far as-Sadiq, bisnieto del Imam Hoséin considerado por los imaníes sexto en la línea sucesoria de los doce imanes. Esta escuela, como otras dentro del islam, extrae su sharía o ley religiosa del Corán y de la sunna. Sin embargo, la creencia chií en la designación de Alí por Mahoma para sucederle, conlleva varias diferencias:
1. El imán o califa lo es por designio divino, no por un principio de elección entre pares.
2. Además de la sunna de Mahoma, los ya‘faríes se guían por los hadices de los 12 Imām.
3. Los chiíes no acuerdan validez al ejemplo, criterio y hadices de los tres primeros "Califas ortodoxos" de los suníes: Abu Bakr, Úmar y Uthmán.
4. Son considerados "infalibles" (ma‘sūm) los Doce Imanes, Fátima y Mahoma: Los Catorce Infalibles, cuyos dichos y hechos conforman la sunna duodecimana.

### El imanato

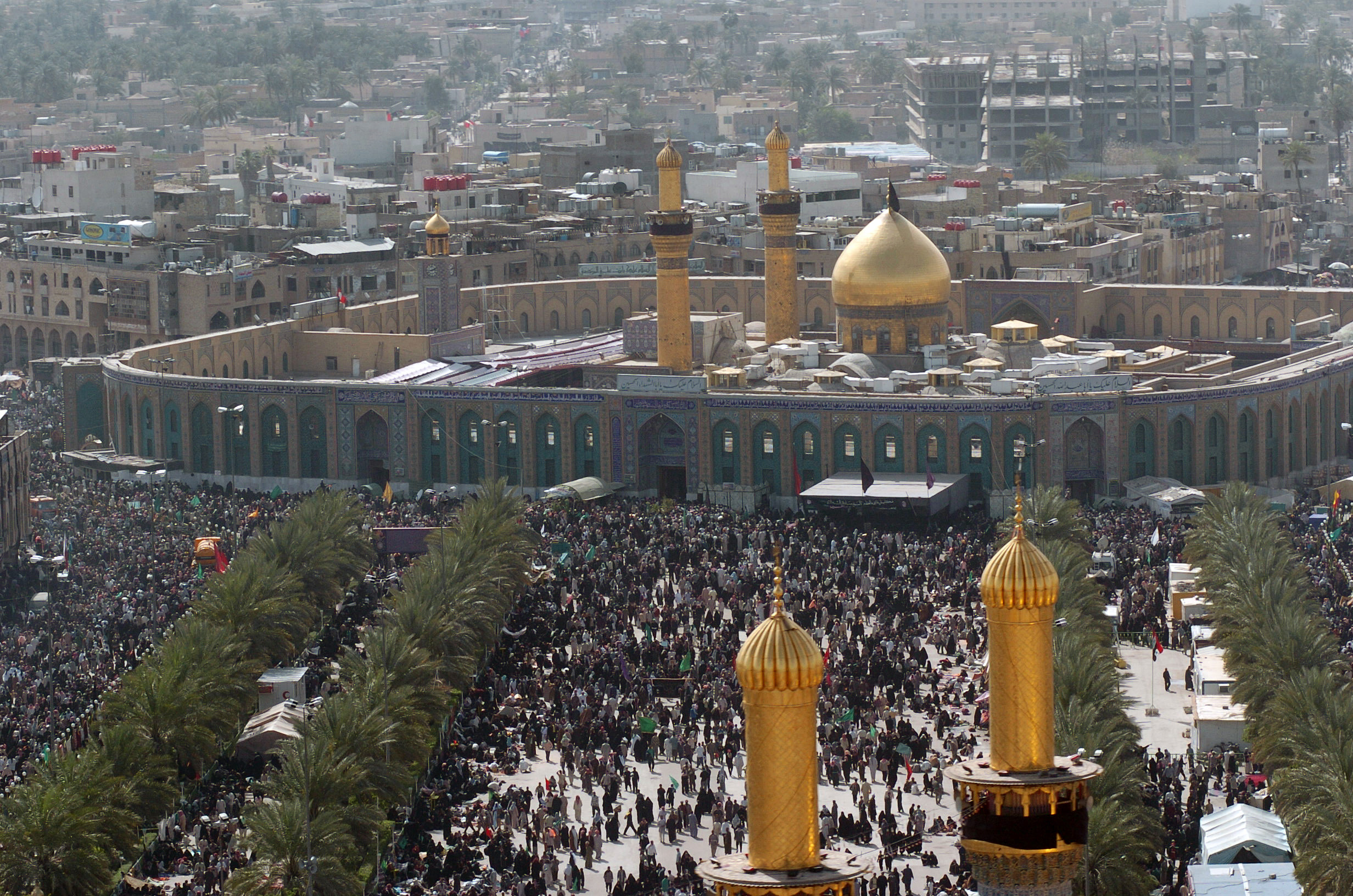
Mausoleo del imán Hosein en Kerbala (Irak), en el lugar de la batalla de Kerbala.